# Ламфалусси, Александр
Александр, барон Ламфалусси (венг. báró Lámfalussy Sándor, Ламфалуши; 26 апреля 1929, Капувар, Шопрон — 9 мая 2015, Оттиньи-Лувен-ла-Нёв, Валлония) — бельгийский экономист венгерского происхождения, который с 1994 по 1997 года занимал пост президента Европейского валютного института (EMI), который был предшественником Европейского центрального банка (ECB).

## Биография
Родившись в городе Капувар (Венгрия), Ламфалусси покинул родную страну в 1949 году. Учился в Католическом университете в Лёвене и Наффилдском колледже в Оксфорде, где стал доктором экономики. Позже он преподавал в Лувенском университете и Йельском университете.
В 1963 году он был одним из основателей SUERF – ассоциации, которая первоначально была создана как группа для продвижения финансовых исследований среди ученых. В честь его вклада в европейские денежно-кредитные и финансовые вопросы он стал почетным членом SUERF на 40-й годовщине заседания ассоциации, состоявшейся в Парижском Банке Франции.
С 1976 года он являлся экономическим советником Банка международных расчетов в Базеле и занимал должность помощника генерального директора с 1981 по 1985 года. Тогда он являлся генеральным директором банка, где пробыл до 1993 года.
С 1994 по 1997 он был первым президентом Европейского валютного института во Франкфурте, предшественником Европейского центрального банка.
С 2000 по 2001 года возглавлял Комитет мудрецов по регулированию европейских рынков ценных бумаг, предложения которого были приняты Советом Европейского Союза в марте 2001 года. Будучи главой комитета, он руководил созданием процесса Ламфалусси - подхода к развитию регулирования отрасли финансовых услуг, наиболее известной в MiFID - Директиве о рынках финансовых инструментов. В 2013 году он был награжден самым высоким отличием Венгрии - Королевским венгерским орденом Святого Стефана. Он скончался 9 мая 2015 года в Оттиньи (Бельгия).